# Hemeroblemma amethystina
Hemeroblemma amethystina là một loài bướm đêm trong họ Erebidae.